# Oliver Muth
Oliver Muth (* 2. Februar 1964 in Tübingen) ist ein deutscher Schauspieler.

## Biografie
Seine Kindheit verbrachte er überwiegend in München. Nach seiner Schulzeit und seinem Abitur erhält Muth 1987 eine Anstellung bei der Constantin Commercial Filmproduktion und wird in der deutschen Filmbranche tätig.
Muth spielte in der Sat.1-Fernsehserie Bewegte Männer von 2002 bis 2005 die Rolle des Norbert Brommer. Er war auch in dem Sat.1 Fernsehfilm Mit Herz und Handschellen von Mike Zens in der Folge Die Alpenklinik  von 2003 in der Rolle des Guido vertreten und ebenso in einer Nebenrolle in der Sat.1-Fernsehserie Typisch Sophie von Thomas Nennstiel.  Des Weiteren spielte er mit Tim Mälzer 2005 in dem Theaterstück Auf die Faust und in dem Theaterstück Moppel-Ich 2006 eine Nebenrolle. 2007 war Muth in dem ZDF-Fernsehfilm Treuepunkte von Thomas Nennstiel und in dem SAT1-Fernsehfilm Die Masche mit der Liebe in der Rolle des Detlev Hübner zu sehen. 2008 spielte Muth die Nebenrolle Heiliger Mann in der ZDF-Fernsehserie Notruf Hafenkante unter der Regie von Oren Schmuckler. Er führte in den Folgen 41–44 von Bettys Diagnose Regie.

## Filmografie (Auswahl)
- 2002–2005: Bewegte Männer
- 2003: Mit Herz und Handschellen
- 2003: Typisch Sophie
- 2007: Die Masche mit der Liebe
- 2007: Hausmeister Krause – Ordnung muss sein (Fernsehserie, Staffel 7, Folge 1)
- 2007: Moppel-Ich
- 2008: Notruf Hafenkante
- 2008: Treuepunkte
- 2010: Bei manchen Männern hilft nur Voodoo
- 2010: Familie Fröhlich – Schlimmer geht immer
- 2013: Der letzte Bulle (Fernsehserie, 1 Folge)
- 2014: Charlottes Welt - Geht nicht, gibt’s nicht

## Bühnenstücke (Auswahl)
- 2005: Auf die Faust
- 2006: Moppel-Ich

## Preise und Auszeichnungen (Auswahl)
- 2003: nominiert in den Kategorien Bester Sitcom-Schauspieler und Beste Sitcom für Bewegte Männer
- 2004: nominiert in der Kategorie Beste Sitcom für Bewegte Männer